# Tim Pütz
Tim Pütz (* 19. listopadu 1987 Frankfurt nad Mohanem) je německý profesionální tenista. Na grandslamu zvítězil s Mijou Katovou ve smíšené soutěži French Open 2023. V páru s Kevinem Krawietzem prohrál finále čtyřhry na US Open 2024 a ovládl ATP Finals 2024. Stali se tak první vítěznou dvojicí Turnaje mistrů z Německa. Ve své dosavadní kariéře na okruhu ATP Tour vyhrál deset deblových turnajů. Na challengerech ATP a okruhu ITF získal sedm titulů ve dvouhře a devatenáct ve čtyřhře.
Na žebříčku ATP byl ve dvouhře nejvýše klasifikován v únoru 2015 na 163. místě a ve čtyřhře pak v únoru 2025 na 6. místě. Trénuje ho Dominik Meffert. Připravuje se v Mnichově.
V německém daviscupovém týmu debutoval v roce 2017 lisabonskou světovou baráží proti Portugalsku, v níž vyhrál s Janem-Lennardem Struffem pětisetovou čtyřhru. Němci zvítězili 3:2 na zápasy. Do roku 2025 v soutěži nastoupil k devatenácti mezistátním utkáním s bilancí 0–0 ve dvouhře a 18–1 ve čtyřhře.
Německo reprezentoval na odložených Letních olympijských hrách 2020 v Tokiu. Ve druhém kole čtyřhry s Kevinem Krawietzem podlehli Britům Andymu Murraymu a Joeovi Salisburymu. Společně zasáhli i do deblové soutěže pařížských Her XXXIII. olympiády. Z pozice druhých nasazených ve čtvrtfinále nestačili na Tomáše Macháče a Adama Pavláska.

## Tenisová kariéra
V prvním kole kvalifikace US Open 2013 mu krajan Julian Reister uštědřil v závěrečné sadě tzv. zlatý set, když v jejím průběhu nevyhrál ani jednu výměnu. Debut v hlavní soutěži nejvyšší grandslamové kategorie zaznamenal v mužském singlu Wimbledonu 2014 po zvládnuté tříkolové kvalifikaci, v níž na jeho raketě zůstali Slovák Andrej Martin, Belgičan Ruben Bemelmans a Maďar Márton Fucsovics. V úvodním kole wimbledonské dvouhry přehrál Teimuraze Gabašviliho, než skončil na raketě šestnáctého nasazeného Itala Fabia Fogniniho. Podruhé si dvouhru zahrál na Australian Open 2015 opět po zvládnutém kvalifikační soutěži. V melbournském singlu na úvod podlehl Donaldu Youngovi ve čtyřech sadách.

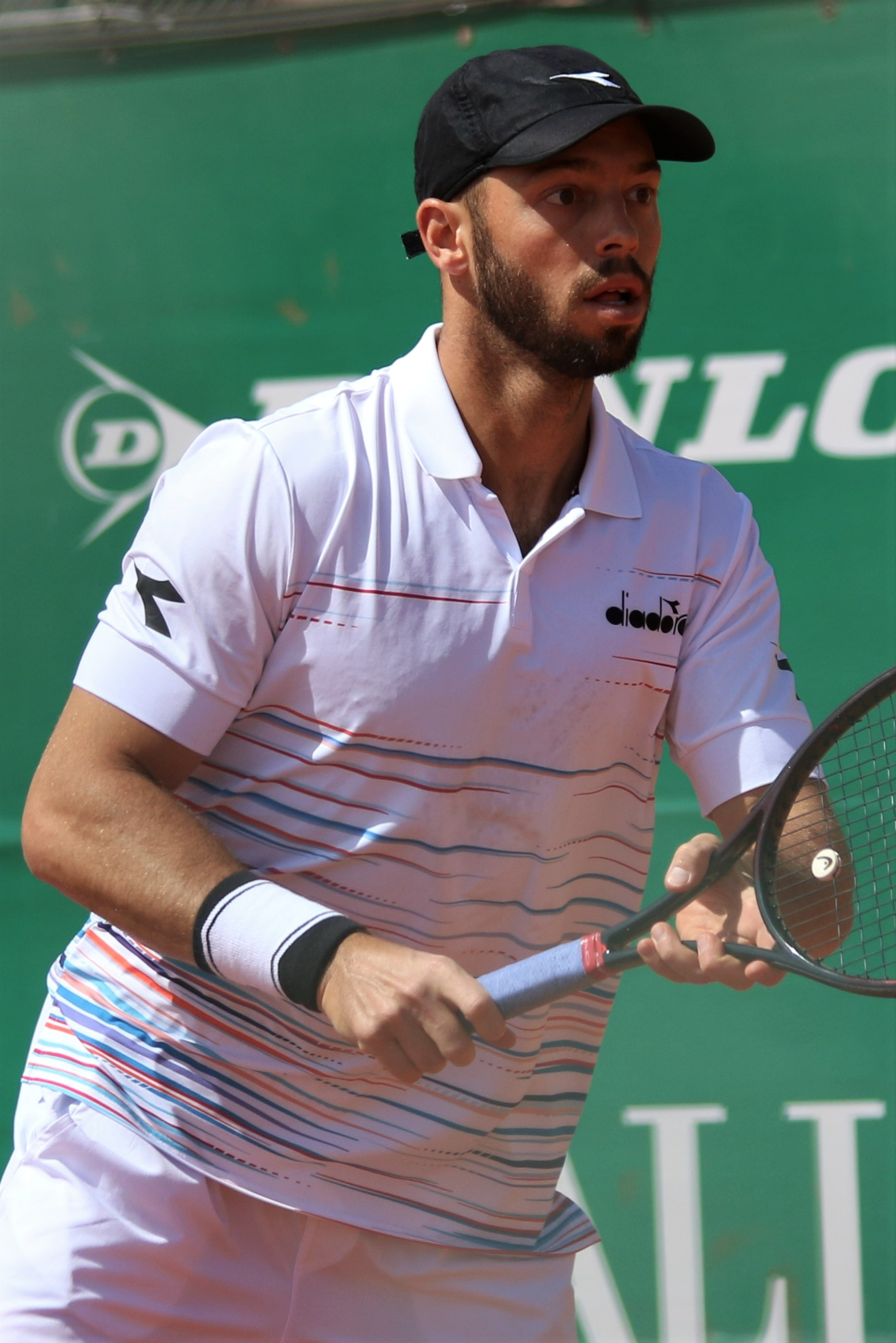
Na Monte-Carlo Masters 2022

Mimo grandslam na okruhu ATP Tour debutoval květnovou čtyřhrou na Geneva Open 2017, do níž obdržel se Švýcarem Johanem Niklesem divokou kartu. Po odstoupení dvou soupeřů odehráli první zápas až v semifinále, v němž nestačili na Kolumbijce Juana Sebastiána Cabala s Robertem Farahem. První singlové kvalifikace se zúčastnil již na travnatém Gerry Weber Open 2014 v Halle. Na túře ATP však nikdy neprošel kvalifikačním sítem do hlavní soutěže, když do července 2021 neuspěl ve třinácti kvalifikacích. Premiérové finále si zahrál ve stuttgartském deblu MercedesCupu 2018, kde startoval s krajanem Philippem Petzschnerem. V boji o titul na travnatém turnaji zdolali švédsko-polský pár Robert Lindstedt a Marcin Matkowski po dvousetovém průběhu, když nečelili ani jedné brejkové hrozbě. Bodový zisk mu zajistil posun na nové kariérní maximum, 79. místo žebříčku čtyřhry. Poté ovládl i mnichovský debl BMW Open 2019, v páru s Dánem Frederikem Nielsenem po závěrečném vítězství nad brazilsko-indickým duem Marcelo Demoliner a Divij Šaran.
Do čtvrtfinále grandslamu se probojoval s Nielsenem v deblu French Open 2020. Před branami semifinále však odešli poraženi z třísetové bitvy proti Cabalovi s Farahem. Dvě ze tří sad rozhodl až tiebreak, včetně rozhodujícího dějství v poměru míčů 7:9. V únoru 2021 triumfoval s Monačanem Hugem Nysem na challengeru v italské Bielle. První turnaj na túře ATP spolu odehráli o dva měsíce později na dubnovém Andalucia Open 2021. V květnu již vyhráli dva turnaje ve dvou týdnech, když nejdříve ovládli portugalský Estoril Open 2021 a poté Lyon Open 2021. První grandslamovou trofej vybojoval s Japonkou Mijou Katovou ve smíšené čtyřhře French Open 2023. Ve finále zdolali kanadsko-novozélandský pár Bianca Andreescuová a Michael Venus. Pařížský mix ovládl jako třetí německý tenista po  Aussemové z roku 1930 a Grönefeldové z roku 2014.
S krajanem Kevinem Krawietzem navázal nepravidelně partnerství v sezóně 2017. První dvě trofeje si odvezli z Hamburg Open 2023 a 2024. Na závěrečném Turnaji mistrů, turínském ATP Finals 2024, postoupili do semifinále po obsazení prvního místa ve skupině. V něm otočili průběh proti Australanům Maxi Purcellovi s Jordanu Thompsonovi, čímž jim oplatili porážku z finále US Open 2024. Ve finále přehráli, stejně jako ve skupinové fázi, salvadorsko-chorvatské turnajové jedničky Marcela Arévala s Matem Pavićem po zvládnutí obou tiebreaků. Již do semifinále prošli jako první německý pár v historii turnaje. Následně se tak stali prvními německými šampiony deblové soutěže Turnaje mistrů, nejníže postavenými od zavedení nasazování v roce 1995 a Pütz i prvním debutantem, jenž ovládl čtyřhru od Koolhofa v roce 2020.

## Finále na Grand Slamu

### Mužská čtyřhra: 1 (0–1)
| Stav      | rok  | turnaj  | povrch | spoluhráč      | soupeři ve finále           | výsledek      |
| --------- | ---- | ------- | ------ | -------------- | --------------------------- | ------------- |
| Finalista | 2024 | US Open | tvrdý  | Kevin Krawietz | Max Purcell Jordan Thompson | 4–6, 6–7(4–7) |

### Smíšená čtyřhra: 1 (1–0)
| Stav  | rok  | turnaj      | povrch | spoluhráčka | soupeři ve finále                 | výsledek         |
| ----- | ---- | ----------- | ------ | ----------- | --------------------------------- | ---------------- |
| Vítěz | 2023 | French Open | antuka | Miju Katová | Bianca Andreescuová Michael Venus | 4–6, 6–4, [10–6] |

## Finále na Turnaji mistrů

### Čtyřhra: 1 (1–0)
| Stav  | rok  | turnaj        | povrch    | spoluhráč      | soupeři ve finále          | výsledek finále    |
| ----- | ---- | ------------- | --------- | -------------- | -------------------------- | ------------------ |
| Vítěz | 2024 | Turín, Itálie | tvrdý (h) | Kevin Krawietz | Marcelo Arévalo Mate Pavić | 7–6(7–5), 7–6(8–6) |

## Finále na okruhu ATP Tour

### Čtyřhra: 22 (10–12)
| Legenda                     |
| --------------------------- |
| Grand Slam (0–1)            |
| Turnaj mistrů (1–0)         |
| ATP Tour Masters 1000 (1–1) |
| ATP Tour 500 (4–4)          |
| ATP Tour 250 (4–6)          |

| Stav      | č.  | datum             | turnaj                           | kategorie     | povrch    | spoluhráč          | soupeři ve finále                    | výsledek               |
| --------- | --- | ----------------- | -------------------------------- | ------------- | --------- | ------------------ | ------------------------------------ | ---------------------- |
| Vítěz     | 1.  | červen 2018       | Stuttgart, Německo               | ATP 250       | tráva     | Philipp Petzschner | Robert Lindstedt Marcin Matkowski    | 7–6(7–5), 6–3          |
| Vítěz     | 2.  | květen 2019       | Mnichov, Německo                 | ATP 250       | antuka    | Frederik Nielsen   | Marcelo Demoliner Divij Šaran        | 6–4, 6–2               |
| Vítěz     | 3.  | květen 2021       | Estoril, Portugalsko             | ATP 250       | antuka    | Hugo Nys           | Luke Bambridge Dominic Inglot        | 7–5, 3–6, [10–3]       |
| Vítěz     | 4.  | květen 2021       | Lyon, Francie                    | ATP 250       | antuka    | Hugo Nys           | Pierre-Hugues Herbert Nicolas Mahut  | 6–4, 5–7, [10–8]       |
| Vítěz     | 5.  | 18. července 2021 | Hamburk, Německo                 | ATP 500       | antuka    | Michael Venus      | Kevin Krawietz Horia Tecău           | 6–3, 6–7(3–7), [10–8]  |
| Vítěz     | 6.  | 7. listopadu 2021 | Paříž, Francie                   | ATP 1000      | tvrdý (h) | Michael Venus      | Pierre-Hugues Herbert Nicolas Mahut  | 6–3, 6–7(4–7), [11–9]  |
| Finalista | 1.  | 13. února 2022    | Rotterdam, Nizozemsko            | ATP 500       | tvrdý (h) | Lloyd Harris       | Robin Haase Matwé Middelkoop         | 6–4, 6–7(5–7), [5–10]  |
| Vítěz     | 7.  | 26. února 2022    | Dubaj, Spojené arabské emiráty   | ATP 500       | tvrdý     | Michael Venus      | Nikola Mektić Mate Pavić             | 6–3, 6–7(5–7), [16–14] |
| Finalista | 2.  | 12. června 2022   | Stuttgart, Německo               | ATP 250       | tráva     | Michael Venus      | Hubert Hurkacz Mate Pavić            | 6–7(3–7), 6–7(5–7)     |
| Finalista | 3.  | 19. června 2022   | Halle, Německo                   | ATP 500       | tráva     | Michael Venus      | Marcel Granollers Horacio Zeballos   | 4–6, 7–6(7–5), [12–14] |
| Finalista | 4.  | 31. července 2022 | Kitzbühel, Rakousko              | ATP 250       | antuka    | Michael Venus      | Pedro Martínez Lorenzo Sonego        | 7–5, 4–6, [8–10]       |
| Finalista | 5.  | 21. srpna 2022    | Cincinnati, Spojené státy        | ATP 1000      | tvrdý     | Michael Venus      | Rajeev Ram Joe Salisbury             | 6–7(4–7), 6–7(5–7)     |
| Finalista | 6.  | 23. dubna 2023    | Mnichov, Německo                 | ATP 250       | antuka    | Kevin Krawietz     | Alexander Erler Lucas Miedler        | 3–6, 4–6               |
| Finalista | 7.  | červen 2023       | Stuttgart, Německo               | ATP 250       | tráva     | Kevin Krawietz     | Nikola Mektić Mate Pavić             | 6–7(2–7), 3–6          |
| Vítěz     | 8.  | červenec 2023     | Hamburk, Německo (2)             | ATP 500       | antuka    | Kevin Krawietz     | Sander Gillé Joran Vliegen           | 7–6(7–4), 6–3          |
| Finalista | 8.  | leden 2024        | Brisbane, Austrálie              | ATP 250       | tvrdý     | Kevin Krawietz     | Lloyd Glasspool Jean-Julien Rojer    | 6–7(3–7), 7–5, [10–12] |
| Finalista | 9.  | červen 2024       | Halle, Německo                   | ATP 500       | tráva     | Kevin Krawietz     | Simone Bolelli Andrea Vavassori      | 6–7(3–7), 6–7(5–7)     |
| Vítěz     | 9.  | červenec 2024     | Hamburk, Německo (3)             | ATP 500       | antuka    | Kevin Krawietz     | Fabien Reboul Édouard Roger-Vasselin | 7–6(10–8), 6–2         |
| Finalista | 10. | září 2024         | US Open, New York, Spojené státy | Grand Slam    | tvrdý     | Kevin Krawietz     | Max Purcell Jordan Thompson          | 4–6, 6–7(4–7)          |
| Vítěz     | 10. | listopad 2024     | Turín, Itálie                    | Turnaj mistrů | tvrdý (h) | Kevin Krawietz     | Marcelo Arévalo Mate Pavić           | 7–6(7–5), 7–6(8–6)     |
| Finalista | 11. | leden 2025        | Adelaide, Austrálie              | ATP 250       | tvrdý     | Kevin Krawietz     | Simone Bolelli Andrea Vavassori      | 6–4, 6–7(4–7), [9–11]  |
| Finalista | 12. | duben 2025        | Mnichov, Německo                 | ATP 500       | antuka    | Kevin Krawietz     | André Göransson Sem Verbeek          | 4–6, 4–6               |

## Tituly na challengerech ATP a okruhu ITF
| Legenda                 |
| ----------------------- |
| Challengery (0 D; 15 Č) |
| ITF (7 D; 4 Č)          |

### Dvouhra (7 titulů)
| Č. | datum       | turnaj                | povrch      | poražený finalista    | výsledek      |
| -- | ----------- | --------------------- | ----------- | --------------------- | ------------- |
| 1. | říjen 2011  | Leimen, Německo       | tvrdý (h)   | Pierre-Hugues Herbert | 6–3, 6–3      |
| 2. | září 2012   | Sarreguemine, Francie | koberec (h) | Elie Rousset          | 7–5, 6–2      |
| 3. | leden 2013  | Bagnoles, Francie     | antuka (h)  | Márton Fucsovics      | 6–0, 4–1skreč |
| 4. | březen 2013 | Gatineau, Kanada      | tvrdý (h)   | Austin Krajicek       | 6–2, 6–4      |
| 5. | červen 2013 | Essen, Německo        | antuka      | Steven Moneke         | 6–2, 7–5      |
| 6. | září 2013   | Forbach, Francie      | koberec (h) | Oscar Otte            | 6–2, 6–2      |
| 7. | srpen 2017  | Neuchatel, Švýcarsko  | antuka      | Hirojasu Ehara        | 6–2, 6–2      |

### Čtyřhra (19 titulů)
| Č.  | datum         | turnaj                   | povrch    | spoluhráč          | poražení finalisté                  | výsledek              |
| --- | ------------- | ------------------------ | --------- | ------------------ | ----------------------------------- | --------------------- |
| 1.  | září 2011     | Kempten, Německo         | antuka    | Steven Moneke      | Andre Wiesler Marcel Zimmermann     | 6–2, 6–3              |
| 2.  | srpen 2012    | Wetzlar, Německo         | antuka    | Steven Moneke      | Andre Begemann Alejandro Figueroa   | 6–2, 6–0              |
| 3.  | prosinec 2012 | Jakarta, Indonésie       | tvrdý     | Michael Venus      | Brydan Klein Dane Propoggia         | 7–5, 6–3              |
| 4.  | březen 2013   | Gatineau, Kanada         | tvrdý (h) | Moritz Baumann     | Adam El Mihdawy Peter Polansky      | 7–6(7–0), 6–1         |
| 1.  | srpen 2013    | Liberec, Česko           | antuka    | Rameez Junaid      | Colin Ebelthite Lee Hsin-han        | 6–0, 6–2              |
| 2.  | listopad 2013 | Ortisei, Itálie          | tvrdý (h) | Christopher Kas    | Benjamin Becker Daniele Bracciali   | 6–2, 7–5              |
| 3.  | duben 2014    | Saint-Brieuc, Francie    | tvrdý (h) | Dominik Meffert    | Philipp Marx Victor Baluda          | 6–4, 6–3              |
| 4.  | květen 2014   | Heilbronn, Německo       | antuka    | Andre Begemann     | Jesse Huta Galung Rameez Junaid     | 6–3, 6–3              |
| 5.  | únor 2015     | Vratislav, Polsko        | tvrdý (h) | Philipp Petzschner | Frank Dancevic Andriej Kapaś        | 7–6(7–4), 6–3         |
| 6.  | září 2016     | Sibiu, Rumunsko          | antuka    | Robin Haase        | Jonathan Eysseric Tristan Lamasine  | 6–4, 6–2              |
| 7.  | září 2017     | Janov, Itálie            | antuka    | Jan-Lennard Struff | Guido Andreozzi Ariel Behar         | 7–6(7–5), 7–6(10–8)   |
| 8.  | leden 2018    | Nouméa, Nová Kaledonie   | tvrdý     | Hugo Nys           | Alejandro González Jaume Munar      | 6–2, 6–2              |
| 9.  | březen 2018   | Jokohama, Japonsko       | tvrdý     | Tobias Kamke       | Sančai Ratiwatana Sončat Ratiwatana | 3–6, 7–5, [12–10]     |
| 10. | březen 2018   | Lille, Francie           | tvrdý (h) | Hugo Nys           | Džívan Nedunčežijan Purav Radža     | 7–6(7–3), 1–6, [10–7] |
| 11. | květen 2018   | Aix-en-Provence, Francie | antuka    | Philipp Petzschner | Guido Andreozzi Kenny de Schepper   | 6–7(3–7), 6–2, [10–8] |
| 12. | duben 2019    | Tunis, Tunisko           | antuka    | Ruben Bemelmans    | Facundo Argüello Guillermo Durán    | 6–3, 6–1              |
| 13. | listopad 2019 | Bratislava, Slovensko    | tvrdý (h) | Frederik Nielsen   | Roman Jebavý Igor Zelenay           | 4–6, 7–6(7–4), [11–9] |
| 14. | listopad 2019 | Helsinky, Finsko         | tvrdý (h) | Frederik Nielsen   | Tomislav Draganja Pavel Kotov       | 7–6(7–2), 6–0         |
| 15. | únor 2021     | Biella, Itálie           | tvrdý (h) | Hugo Nys           | Lloyd Glasspool Harri Heliövaara    | 7–6(7–4), 6–3         |